# 作戦計画5027
作戦計画5027（OPLAN 5027）とは、朝鮮民主主義人民共和国（北朝鮮）の侵攻を想定したアメリカ合衆国（アメリカ）と大韓民国（韓国）の防衛作戦計画である。朝鮮戦争後に策定され、その後幾度と無く改訂している。
本計画は北朝鮮が事前に最小限の兆候しか見せず「第2次朝鮮戦争」を開戦し、ソウルを要塞化火砲などで砲撃する事などを想定している。また対峙する大韓民国国軍・アメリカ軍に比べて明らかに技術的能力に劣る朝鮮人民軍が兵力の数量的優位性を生かし、彼らがまず初期には半島全土を占領する為に黙示的な目標を持って韓国を侵略し、その後彼らが朝鮮労働党支配下の単一政体により朝鮮半島を赤化統一する程まで侵略を続けるなどというシナリオも想定されている。この計画の内容は地上軍主体の朝鮮人民軍（陸軍が大半を占め、海軍・空軍は圧倒的にそれに劣る）の侵攻を迅速に無力化する為、アメリカと韓国が圧倒的優位に立つ空軍・海軍戦力に傾斜している事を示している。

## 歴史
1973年以前、OPLAN5027は主としてDMZに侵入した北朝鮮侵略部隊を、DMZ（軍事境界線）から50マイル後退した漢江に迎え撃ち、これを打倒するという計画に注力していた。この作戦はまた、米韓連合軍（US-ROK Combined Forces）がアメリカ軍の増援を待ってから朝鮮人民軍に反撃するという計画になっていた。
ベトナムからのアメリカの撤退と、それに伴い北朝鮮が韓国の防衛にアメリカの関与が縮小しているのでは無いかと感付いていた懸念が広まるにつれ、米韓連合司令部司令官であるアメリカ軍のジェームズ・F・ホリングスワース将軍は、OPLAN 5027-74と知られる、前方攻勢に基づく戦略を新たに策定した。この新しい計画は火砲・戦車・歩兵をDMZ（軍事境界線）の南方5マイルの軍事支配地帯（"Military Control Zone"）へ向けて移動させる為、更により多くのそれらを必要としていた。また侵略軍を打ち破った後の攻勢戦略には、開城付近の都市を奪取する為にアメリカ軍第2歩兵師団傘下の2つの旅団を投入する・連日B-52型航空機による爆撃を敢行・敵の首都である平壌の占領の為に「猛烈な戦闘かつ短期で決着」するシナリオが盛り込まれていた。北朝鮮を圧倒する場合であっても、戦術核兵器を使用する事は言及されていなかったが、議会予算局（U.S. Congressional Budget Office, CBO）は、それらを使用しなければこの新戦略に基づく戦闘では、まず始めにソウルの失陥は免れないだろうと想定していた。
報道によると、1994年にこの作戦計画に更に変更を加えたOPLAN 5027-94がアメリカ太平洋軍により、あるシナリオのもと考案された。このシナリオはDMZ（軍事境界線）の20から30マイルに位置するFEBAブラボーにて、まずは大韓民国国軍が北朝鮮の侵略を食い止め、武力衝突の最前線即ち防衛線を維持することを想定している。アメリカ軍の増援が到着すると、海兵遠征軍の強力な師団部隊・第82空挺師団・韓国駐在師団をそれぞれ元山に向け出撃させ、まずは大規模な航空作戦を北朝鮮相手に展開してその後地上戦に移行する。すなわちこのシナリオは、更に米韓連合軍を平壌への進撃の為に陸軍・海軍2軍を合流させるかたちで再編成し、元山付近で陸海共同で上陸することを計画する。ただこのシナリオの成否は、韓国軍が北朝鮮の進撃に対して開戦5日から15日間、良く見積もって15日から20日間に反撃の準備を整えるまで耐えるか否かに係っている。
米朝枠組み合意が破棄され、北朝鮮の核計画に対する懸念が生じた後にOPLAN 5027は徹底的に見直され、OPLAN 5027-96に再編された。この計画には万が一の開戦時に在日アメリカ軍基地を使用するため締結した日本政府との新たな合意事項も含まれている。1998年後半には、ソウルに対する突然の生物・化学兵器による攻撃に対抗する事を新たな焦点に加え、攻勢戦略に関する更なる改訂と精緻化が進められ、OPLAN 5027-98として纏め上げられた。報告書において、この作戦は次の4つの段階に分割されると主張されている。北朝鮮の攻撃開始前に米韓連合軍が行う軍事行動・北朝鮮の急襲に対して初動で食い止める・反撃のための再編を行う・そして平壌奪取の為に北朝鮮に対して全面攻撃を行うことのこの4つである。1998年11月にこのOPLAN 5027-98がマスメディアに漏れた際には緊張は頂点に達し、北朝鮮はこの計画を侵略の為の戦争計画であると呼んで非難した。

## 改訂に伴う詳細
その後の作戦計画の改訂に伴う詳細な情報も判明している。それは以下の通りである。
- OPLAN 5027-00
万が一アメリカが2正面作戦に突入した場合、朝鮮半島への兵力展開を69万名まで増強する事などを規定。
- OPLAN 5027-02
アメリカ同時多発テロ事件ならびに（韓国と協議せずとも）先制的に軍事行動を取る事を明言したブッシュ・ドクトリンの観点に基づき改訂。
- OPLAN 5027-04・OPLAN 5027-06
地上兵力・火砲の代わりに空軍戦力を利用する大規模な転換（MIM-104 パトリオットや無人航空機の投入）を行う為に改訂。
- OPLAN 5027-08
多年度に渡るアメリカ軍再編を見越して改訂されている。

## シナリオ
最も良く知られたOPLAN 5027の内容は、まず北朝鮮が米韓連合軍の防衛網を破壊する事を意図して奇襲攻撃を仕掛け、韓国軍の再編またはアメリカ軍の増援前に重要な橋頭堡を得る事を想定している。韓国軍・アメリカ軍に比べて技術的には圧倒的に劣勢な朝鮮人民軍が唯一優る数に任せ大規模兵力を投入すると本軍事計画では予想されている。

### 朝鮮半島での衝突
朝鮮半島での衝突において最も恐れられる事は、韓国の首都であるソウルへの爆撃である。知っての通りソウルは世界有数の都市であり、しかもソウルを中心に40マイル圏内に韓国の人口の約40パーセント弱が集住している。朝鮮人民軍が持つ1万2000以上もの自走砲兵力と牽引式火器の兵器体系を持ってすれば、たとえそれらが時代遅れかつ射程が限られていたとしても、彼らは「毎時50万発もの砲弾を米韓連合軍司令部下の防衛部隊に向け数時間に渡って浴びせ続ける」ことが可能であるとされる（2010年に発生した延坪島砲撃戦はそれよりも砲撃規模は小さかったが、図らずとも北朝鮮の軍事力を見せ付けるものとなった）。DMZ（軍事境界線）を越えるかソウルに向けて攻撃する為、核兵器・化学・生物兵器弾頭を用いた短射程攻撃が敢行される可能性もある。仮にこの攻撃が行われた場合、初め数千人単位での犠牲者が発生する可能性がある。
しかしながら朝鮮人民軍がどの程度南侵できるか、または韓国軍・アメリカ軍に対して長期の攻勢を維持できるか否か、とりわけ両軍に比べて空軍・海軍戦力の劣勢が伝えられる中で朝鮮人民軍が如何程の力を発揮できるかかなりの争点がある。米韓連合軍の作戦計画では、北朝鮮がソウル付近の確固たる陣地を確保する事またはDMZ（軍事境界線）伝いに破壊活動を行う事が成功するものとは想定されていない。

## 北朝鮮によるサイバー・スパイ攻撃
2009年12月に韓国の報道機関は「北朝鮮のハッカーが作戦計画5027の機密情報を盗んだ可能性がある」と報じた。のちの報道によると韓国軍の将校が保安規則に反し安全であると確認していないUSBメモリを職務用コンピュータに接続し、その際に中国経由によるハッキングを受けて米韓連合司令部転入将校向けの作戦計画5027に関する教育用資料が流出したとされる。韓国軍は北朝鮮のハッカーの関与の可能性を考慮し、捜査している。